# نیکوغایوس نیکوغوسیان
نیکوغایوس باگراتی نیکوغوسیان (ارمنی: Նիկողայոս Բագրատի Նիկողոսյան؛ زاده ۲ دسامبر ۱۹۱۸ – درگذشته ۱۰ اوت ۲۰۱۸) مجسمه‌ساز و آموزگار اهل ارمنستان بود.

## زندگی‌نامه
وی در ۲ دسامبر ۱۹۱۸ در نالبندیان به دنیا آمد و از انستیتو هنرهای زیبای مسکو فارغ‌التحصیل گشت. وی همچنین برنده جوایزی همچون نشان دوستی، نشان دوستی خلق، نشان مسروپ ماشتوتس مقدس، نشان افتخار جمهوری ارمنستان و جایزه دولتی اتحاد شوروی شد. وی در ۱۰ اوت ۲۰۱۸ در سن ۹۹ سالگی در مسکو درگذشت.

## نگارخانه

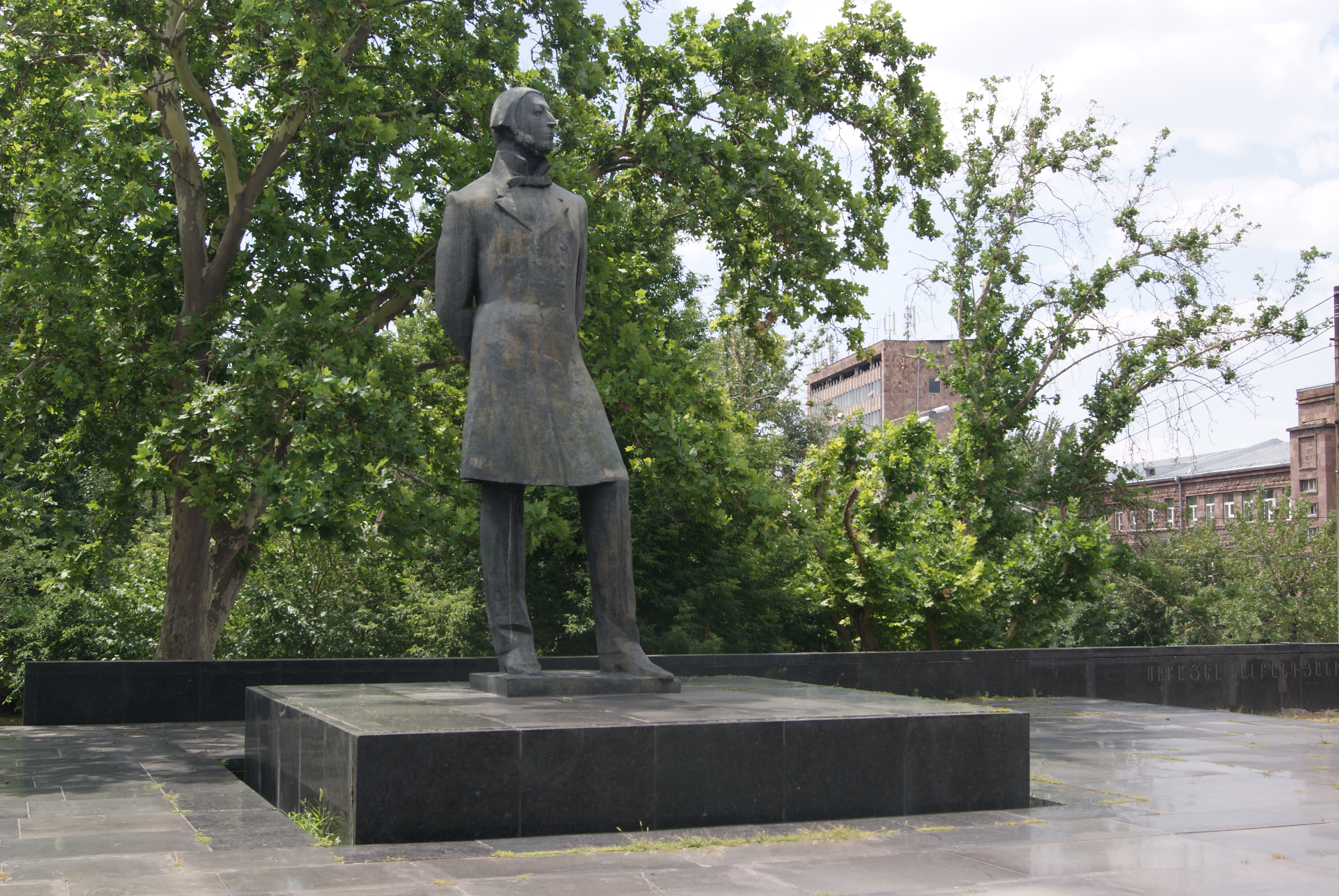
مجسمه یادبود میکائیل نالباندیان، ایروان
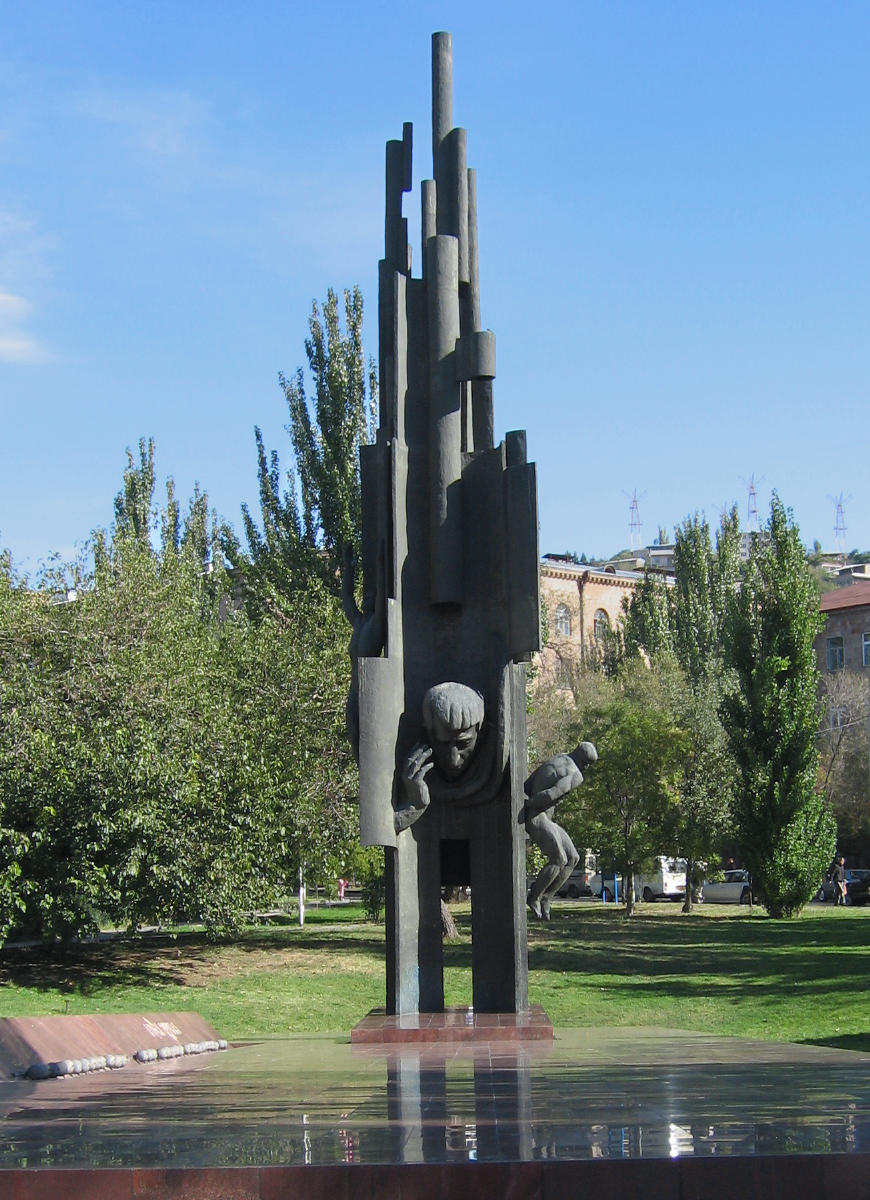
مجسمه یادبود یغیشه چارنتس، ایروان
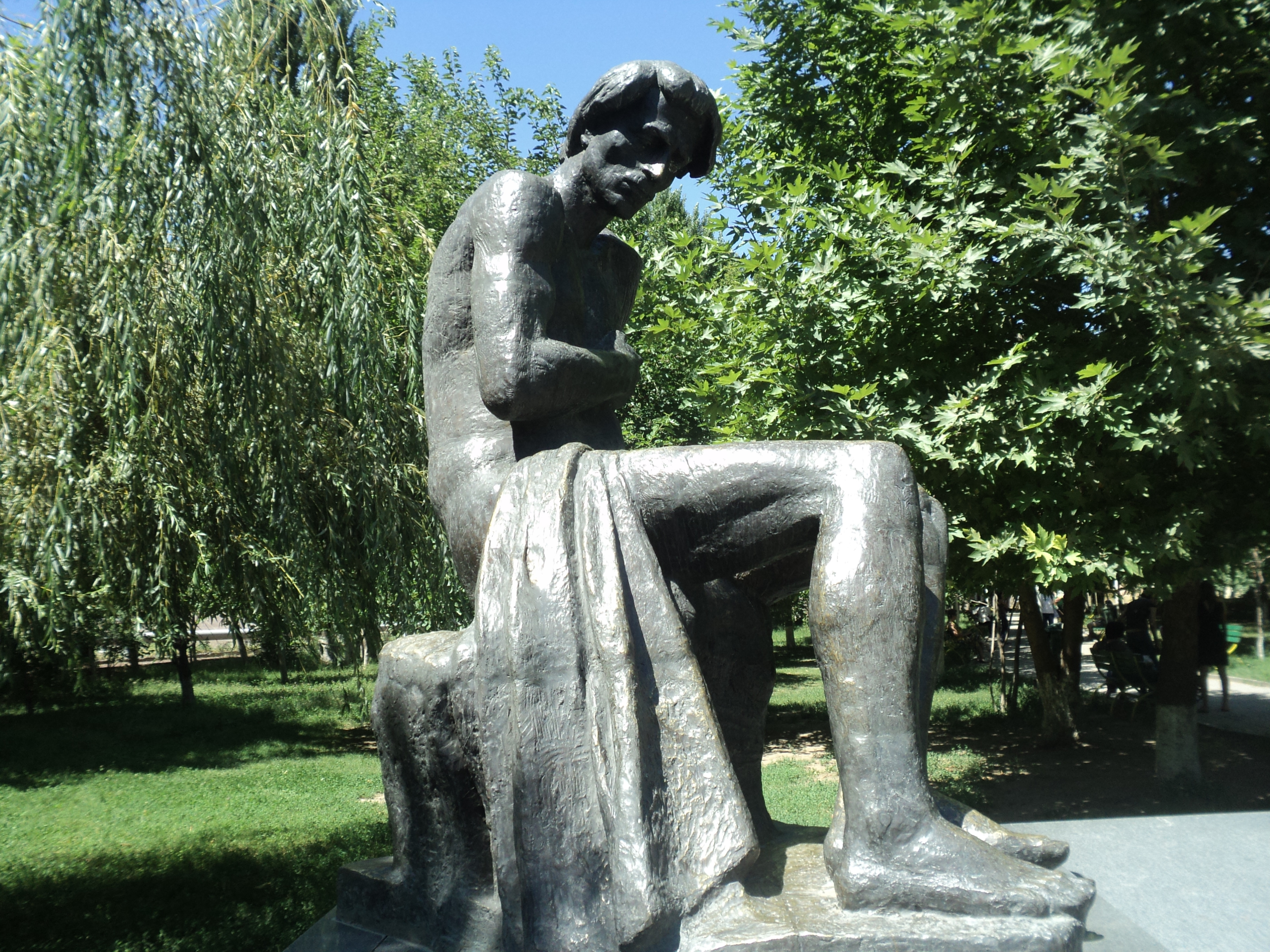
مجسمه یادبود واهان تریان، ناحیه مالاتیا-سباستیای ایروان
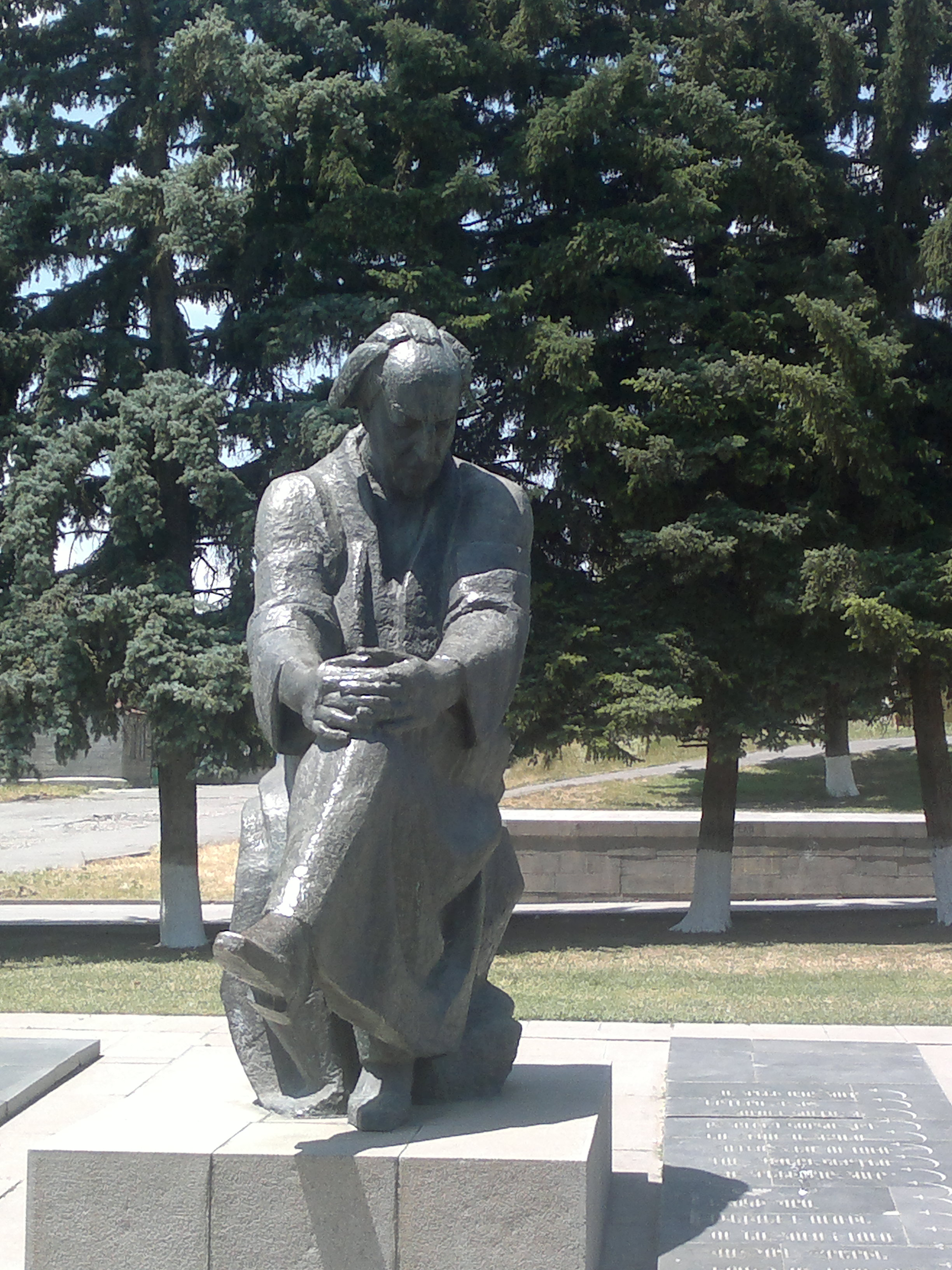
مجسمه آوتیک ایساهاکیان (گیومری)